# Sagid Murtazaljev
Sagid Murtazaljev, född den 11 mars 1974, är en rysk brottare som tog OS-guld i tungviktsbrottning i fristilsklassen 2000 i Sydney.